# Сантиссимо-Сальваторе (Мессина)
Сантиссимо-Сальваторе (итал. Santissimo Salvatore) — монастырь византийского обряда в Мессине (Сицилия), существовавший в 1094-1866 годах и разрушенный в 1908 году. Настоятели монастыря носили с 1131 года титул архимандрита, пользовались духовной властью над всеми монастырями и приходами византийского обряда Южной Италии и были крупными землевладельцами. В стенах обители в 1131 году был написан Мессинский типикон — итальянский вариант Студийского устава. В 1644 — 1883 годах архимандриты Сантиссимо-Сальваторе были независимы от власти архиепископов Мессины и подчинялись напрямую папе римскому. С 1883 года титул архимандритов Сантиссимо-Сальваторе носят архиепископы Мессины.

## История монастыря
Рожер I, завоевавший в 1061-1091 годах Сицилию, населённую преимущественно православными греками и мусульманами, последовательно придерживался политики веротерпимости, поддерживая все религиозные общины. За годы его правления было основано 32 монастыря византийского обряда, в том числе 21 — лично графом. Одной из таких обителей стал греческий монастырь в честь Святого Спасителя, основанный в Мессине в 1094 году. Первоначально монастырь разместился на полуострове Сан-Раньери, на берегу Мессинского пролива (сейчас там находится Форте-Сан-Сальваторе).
Новая обитель была заселена прибывшими из Россано (Калабрия) греческими монахами во главе со святым Варфоломеем (Бартоломео) ди Симери. После смерти Варфоломея новым игуменом стал его ученик святой Лука I. При Луке I был написан Мессинский типикон — южноитальянский вариант Студийского устава, важный источник для изучения развития византийского обряда.
В мае 1131 года король Рожер II объединил все монастыри византийского обряда, существовавшие в этот момент на Сицилии и Калабрии, в единую конгрегацию во главе с монастырём Сантиссимо-Сальваторе. Последний стал называться Mater Monasteriorum, а его игумен получил титул архимандрита. Архимандриты Сантиссимо-Сальваторе сохраняли свою духовную власть над греческими монастырями Сицилии вплоть до объединения Италии и потеряли её только в результате секуляризации и упразднения ордена василиан в Итальянском королевстве (1866 год).
В 1456 году Сантиссимо-Сальваторе был передан в комменду прославленному греческому учёному-гуманисту Виссариону Никейскому. Обеспокоенный упадком греческих монастырей Южной Италии, Виссарион организовал в Сантиссимо-Сальваторе греческую школу, профессором которой с 1467 года стал Константин Ласкарис. Благодаря усилиям Виссариона и Ласкариса, в Мессине была собрана ценнейшая коллекция греческих рукописей, собранная из пришедших в упадок или упразднённых греческих монастырей Сицилии.
Выгодное географическое положение на берегу Мессинского пролива у входа в городской порт позволило монастырю иметь собственный флот и получить от сицилийских монархов ряд торговых привилегий. В 1313-1421 годах монастырь ежегодно выплачивал в папскую казну 500 флоринов, что свидетельствует о значительном его богатстве. Для сравнения монастырь в Гроттаферрате в эти же годы платил только 400 флоринов. Увеличению богатства монастыря способствовала череда преемников Виссариона — коммендаторов обители, происходивших из влиятельных фамилий Италии.
3 июля 1549 года Сантисимо-Сальваторе пострадал от пожара, последовавшего за ударом молнии. Вслед за этим император Карл V заставил монахов переселиться на новое место (сейчас там находится Региональный музей Мессины), а на прежнем месте были построен форт. В 1679 году после подавления Мессинского восстания против испанского владычества королевские войска разорили Сантиссимо-Сальваторе, в частности были похищены и вывезены в Испанию многие ценные рукописи (часть из них оказалась в Эскориале, часть — в госпитале Тавера в Толедо).
В 1579 году Сантиссимо-Сальваторе и возглавляемые его архимандритом греческие монастыри Сицилии вошли во вновь образованный василианский орден. В последующие годы практически все василианские монастыри Италии (за исключением Гроттаферраты и Меццоюзо) перешли на римский обряд, несмотря на официальные запреты пап Климента XI и Бенедикта XIV. К началу XX века единственной церковью Мессины, в которой сохранился византийский обряд, хоть и со значительными заимствованиями из римского (в их числе использование пресного хлеба для евхаристии, латинские богослужебные облачения и ряд латинских праздников) была Санта-Мария-дель-Графео. Церковь была разрушена землетрясением 1908 года, а её настоятель Даниэле Стасси погиб. В 1997 году приход Санта-Мария-дель-Графео был восстановлен, и в нём возобновлено богослужение по византийскому обряду.
В 1866 году монастырь Сантиссимо-Сальваторе был секуляризован. В 1908 году здания бывшего монастыря были разрушены землетрясением, и на их месте впоследствии сейчас находится здание финансовой гвардии. В 1929-1964 годах на новом месте улице Сан-Джованни-Боско была построена церковь Сантиссимо-Сальваторе, возведённая в ранг второго кафедрального собора Мессины.

## История архимандритства
В мае 1131 года Рожер II подчинил настоятелю Сантиссимо-Сальваторе все остальные монастыри византийского обряда в Сицилийском королевстве и даровал ему титул архимандрита. В этот момент архимандриту подчинялись 31 греческий монастырь на Сицилии и 15 — в Калабрии (впоследствии общее число зависимых монастырей доходило до 62); кроме того, архиепископ Мессины Уго передал архимандриту 35 приходов византийского обряда. Архимандрит Сантиссимо-Сальваторе был автономен от местной церковной власти, его связь с архиепископом Мессины состояла в участии в епархиальных синодах, выплате определённой ежегодной суммы и принесении клятвы верности. Архимандрит, таким образом, не был, как бенедиктинцы, совершенно независимым от местного епископа. Первым клятву верности приносил между 1159-1165 годами архимандрит Онофрий I архиепископу Роберту. В 1175 году папа Александр III в своём письме подтвердил власть Онофрия II над греческими монастырями и обязательства архимандрита перед архиепископом Мессины. Тем не менее, детально взаимоотношения между архиепископом и архимандритом не были обозначены, что привело к последующему конфликту.
Папа Целестин III поручил вновь назначенному архиепископу Мессины Бернарду право инспектирования всех находящихся в его епархии монастырей, в том числе греческих, что нарушало права архимандрита. В 1216 году Иннокентий III и Гонорий III вновь подтвердили привилегии и обязательства архимандрита, выраженные Александром III в 1175 году, но опять-таки не конкретизировали их. В 1222 и 1223 годах Гонорий III, несмотря на возражения императора Фридриха II, указал, что нет причин для изъятия греческих монастырей из-под власти местного епископа, и, следовательно, архимандрит Сантиссимо-Сальваторе должен подчиняться архиепископу Мессины. Тем не менее, Гонорий III сохранил за архимандритом и возглавляемыми им монастырями важные привилегии:
- архимандрит имел право не подчиняться решениям архиепископа или синода, вступающим в противоречие с византийским обрядом;
- обвинения против архимандрита архиепископ мог рассматривать в присутствии не менее двух греческих игуменов (аббатов)
- архимандрит избирался греческим монахами, архиепископ был обязан в бесспорном и безвозмездном порядке утвердить избрание.

В 1224 году вновь избранный архимандрит Макарий был утверждён в своей сане архиепископом Мессины, и конфликт был исчерпан.
В XIII веке Сантиссимо-Сальваторе был вовлечён в конфликт между папой и королём Манфредом. В 1255 году, невзирая на наложенный на королевство интердикт, в греческих монастырях продолжалось совершение богослужений. В 1256 году были одновременно избраны два архимандрита: один — сторонниками папы, другой — Манфреда, и сан архимандрита получил в итоге последний (Иоаким).
В XIII—XIV веках архимандриты пользовались значительными властью и влиянием. В 1255-1266 годах, когда мессинская кафедра пустовала, архимандрит фактически исполнял обязанности архиепископа. В 1266 году архимандриту был поручен сбор особого налога на восстановление сгоревшего кафедрального собора Мессины. В 1323 году латинские жители Мессины по указанию папы Иоанна XXII были обложены специальным налогом на ремонт зданий Сантиссимо-Сальваторе.
Помимо духовной власти над монастырями и приходами, архимандриты Сантиссимо-Сальваторе вплоть до упразднения феодальной системы (1812 год) обладали и значительными земельными владениями в Валь-Демоне и связанными с ними феодальными правами и привилегиями. Архимандрит носил титул барона Universitas Sabucae, в его владения входили Савока, Казальвеккьо-Сикуло, Санта-Тереза-ди-Рива, Антилло, Фурчи-Сикуло, Миссерио, Локади, Пальяра (все на ионическом побережье), Сан-Грегорио-ин-Джессо, Саличе и Сант'Анджело-ди-Броло (тирренское побережье). В Савоке у архимандрита была вторая кафедральная церковь (Санта-Мария-ин-чело-Ассунта) и резиденция (Кастелло-Пентефур).
Несмотря на рост богатства архимандрита, в XV веке стал очевиден упадок монастырей византийского обряда в Южной Италии, связанный с забвением греческого языка и восточной монашеской традиции, постоянным давлением светских властей. В 1446 году апостольским визитатором, а затем кардиналом-протектором греческих монастырей Италии был назначен прославленный гуманист Виссарион Никейский, начавший реформы, призванные сохранить здесь византийский обряд. В 1456 году Виссарион стал коммендатором Сантиссимо-Сальваторе. Его преемники-архимандриты уже не избирались монахами, а получали монастырь в комменду.
В 1579 году Сантиссимо-Сальваторе и все зависимые от него монастыри вошли в состав вновь созданного ордена василиан. В последующие годы все василианские монастыри Сицилии, кроме Меццоюзо, перешли на римский обряд.
Своим бреве от 23 марта 1635 года папа Урбан VIII придал архимандритству Сантиссимо-Сальваторе статус независимого диоцеза, подчинённого напрямую Святому престолу (аналог современных территориальных аббатств). Административное возвышение архимандритства сопровождалось, тем не менее, его упадком: византийский обряд был практически повсеместно заменён римским (в Мессине к 1908 году остался единственный приход с византийским богослужением), в 1866 году были закрыты все василианские монастыри). После смерти в 1839 году кардинала Эммануэле II де Грегорио, последнего архимандрита Сантиссимо-Сальваторе, пост не замещался в течение 44 лет.
Своим бреве от 31 августа 1883 года папа Лев XIII упразднил диоцез Сантиссимо-Сальваторе и присоединил остававшиеся в его составе приходы к архиепископству Мессины. С этого момента титул архимандрита Сантиссимо-Сальваторе носят архиепископы Мессины. В память о бывшем монастыре второй кафедральный собор Мессины, построенный в 1928-1932 годах, носит название Сантиссимо-Сальваторе.

## Список архимандритов
- святой Лука I (1131—1149)
- Лука II (1149—1158)
- Онофрий I (1158—1165)
- Никифор (1166—1168)
- Онофрий II (1168—1183)
- Нифонт I (1184—1188)
- Леонтий I (1191—1200)
- Лука III (1202—1218)
- Нифонт II (1219—1223)
- Макарий (1224—1233)
- Нифонт III (1233—1239)
- Павел I (1244—1248)
- Павел II (1248—1249)
- Пафнутий (1250—1255)
- Иоаким I (1256—1259)
- Феофил (1261)
- Евфимий (1261—1266)
- Исаак I (1266—1282)
- Иоаким II (1282—1290)
- Варнава (1291-?)
- Нифонт IV (1313—1345)
- Феодор (1345—1363)
- Иоаким III (1363—1374)
- Нектарий (1374—1378)
- Павел III (1386—1416)
- Онофрий III дель Буфало (1416—1421)
- Лука IV дель Буфало (1421—1456)
- Кардинал Виссарион Никейский (1456—1465) первый архимандрит-коммендатор
- Пьетро Витали (1465—1468)
- Леонцио II Кризафи (1468—1503)
- Альфонсо Арагонский (1503—1510), внебрачный сын Фердинанда I, короля Неаполя
- Кардинал Андреа делла Валле (1519—1531)
- Аннибале Спадафора (1532—1553)
- Джованни Андреа Меркуцио (1555—1564)
- Лоренцо Теодоли (1564—1585)
- Франческо I дель Поццо (1585—1591)
- Николо Стицца (1591—1599)
- Феличе Новелло (1599—1620)
- Дюдовико Альяга (1620—1628)
- Диего де Реквиесенц (1628—1647)
- Франческо II Джизульфо Озолио (1647—1650)
- кардинал Федерико Сфорца (1650—1676)
- кардинал Паоло Савелли (1682—1685)
- Плачидо ди Джованни (1685—1695)
- Пьетро Филиппо де Белиз (1695—1703)
- Асканио Гонзага (1703—1724)
- кардинал Сильвио Валенти Гонзага (1724—1756)
- Джованни де Грегорио (1757—1792)
- Эмануэле I Колонна Бранчифорте (1793—1807)
- кардинал Эмануэле II де Грегорио (1807—1839)
- вакансия (1839—1883)
- архимандритство упразднено, титул передан архиепископам Мессины